# Fantasy (jeu vidéo)
Pour les articles homonymes, voir Fantasy.
Fantasy est un jeu d'action-aventure créé par SNK et sorti sur borne d'arcade (sur le système Rock-Ola) en octobre 1981,.
Il s'agit du premier jeu vidéo de l'histoire à inclure un "Continue".
Le "Continue" n'étant pas explicitement écrit mot pour mot mais sous cette forme: "TO EXTEND PLAY, INSERT COIN AND PRESS START BUTTON WITHIN 10 SECONDS, IF CREDITS REMAINS, PRESS START BUTTON ONCE AGAIN".

## Système de jeu
Le jeu est composé de 10 plaques narratives, véritable record pour l'époque. Chaque tableau et chaque niveau servent à des fins narratives, comme si le joueur suivait différents chapitres d'une histoire.
L'on suit l'histoire de Tom & Sherry, deux amoureux coulant des jours paisibles sur une île paradisiaque. Jusqu'au moment où Sherry se fait kidnapper par des pirates: Tom part à leur poursuite en montgolfière, dans un tableau où évitement d'obstacle est de mise. Une fois atterrit sur le bateau, il faut lutter contre les pirates et délivrer la belle. Mais un rapace agrippe madame et vous rend dans l'obligation de poursuivre celui-ci en montgolfière tout en évitant rapaces et noix de coco lancées par des gorilles. S'ensuit une escalade au sein d'un arbre géant avant même que s'enchaîne un kidnapping par un aborigène: le tigre, roi de la jungle, vous poursuit sur plusieurs centaines de kilomètres ! Une fois les villageois agressifs vaincu, la poursuite continu via l'enlèvement de Sherry par un hélicoptère, accompagné d'un armada qu'il faut éviter jusqu'au Tower Bridge, à Londres.

### Continue
Cette longue description scénaristique implique qu'il ne s'agisse pas d'un jeu à scoring mais d'une histoire à rallonge mêlant action, aventure et romance ayant pour but de faire voir la suite. C'est la complexification et l'introduction de la narrativité dans Fantasy puis dans les œuvres arcadiennes qui feront perdurer le "continue"...

### Mode de jeu
Le mode seulement au joystick, sans bouton d'action.

## Portage
- TI-99